# جيمس ألين (كاتب)
جيمس ألين (بالإنجليزية: James Allen)‏ هو صحفي وكاتب أسترالي، ولد في 1806 في برمنغهام في المملكة المتحدة، وتوفي في 1886.